# Xenimpia misogyna
Xenimpia misogyna är en fjärilsart som beskrevs av Robert H. Carcasson 1962. Xenimpia misogyna ingår i släktet Xenimpia och familjen mätare. Inga underarter finns listade i Catalogue of Life.